# Ronde van Keulen 2024
De 106e editie van de wielerwedstrijd Ronde van Keulen vond plaats op 26 mei 2024. De wedstrijd startte en finishte in Keulen en was 194,8 kilometer lang. De wedstrijd maakte deel uit van de UCI Europe Tour, met de categorie 1.1. De Nederlander Casper van Uden won de wedstrijd door de massasprint de Eritreër Biniam Girmay en de Belg Louis Blouwe voor te blijven.

## Uitslag
| Plaats  | Naam                | Ploeg                  | Tijd     |
| ------- | ------------------- | ---------------------- | -------- |
| Winnaar | Casper van Uden     | dsm-firmenich PostNL   | 4u21'55" |
| 2       | Biniam Girmay       | Intermarché-Wanty      | z.t.     |
| 3       | Louis Blouwe        | Bingoal WB             | z.t.     |
| 4       | Lionel Taminiaux    | Lotto Dstny            | z.t.     |
| 5       | Pascal Ackermann    | Duitsland              | z.t.     |
| 6       | Matthew Brennan     | Visma \| Lease a Bike  | z.t.     |
| 7       | Amaury Capiot       | Arkéa-B&B Hotels       | z.t.     |
| 8       | Tord Gudmestad      | Uno-X Mobility         | z.t.     |
| 9       | Loe van Belle       | Visma \| Lease a Bike  | z.t.     |
| 10      | Fabio Christen      | Q36.5                  | z.t.     |
| 11      | Marco Haller        | BORA-hansgrohe         | z.t.     |
| 12      | Gianluca Brambilla  | Q36.5                  | z.t.     |
| 13      | Sebastian Nielsen   | TDT-Unibet             | z.t.     |
| 14      | Stan Van Tricht     | Alpecin-Deceuninck     | z.t.     |
| 15      | Tim Torn Teutenberg | Duitsland              | z.t.     |
| 16      | Joel Nicolau        | Caja Rural-Seguros RGA | z.t.     |
| 17      | Léandre Lozouet     | Arkéa-B&B Hotels       | z.t.     |
| 18      | William Blume Levy  | Uno-X Mobility         | z.t.     |
| 19      | Giacomo Villa       | Bingoal WB             | z.t.     |
| 20      | Maurice Ballerstedt | Alpecin-Deceuninck     | z.t.     |

1990 · 
1991 · 
1992 · 
1993 · 
1994 · 
1995 · 
1996 · 
1997 · 
1998 ·
1999 · 
1990 · 
2000 · 
2001 · 
2002 · 
2003 · 
2004 · 
2005 · 
2006 · 
2007 · 
2008 ·
2009 · 
2010 · 
2011 · 
2012 · 
2013 · 
2014 · 
2015 · 
2016 · 
2017 · 
2018 · 
2019 ·
2020 ·
2021 ·
2022 ·
2023 ·
2024